# Lavina v Montrocu (1999)
K lavině ve vesnici Montroc došlo 9. února 1999 ve 14:20 místního času. Šest metrů hluboká lavina, která se zřítila ve francouzské oblasti Chamonix, zabila dvanáct lidí. Úřady o den později večer potvrdily jména obětí a uvedly, že se jednalo o francouzské občany. Jednalo se o jednu z nejničivějších lavin ve francouzských Alpách od laviny ve Val-d'Isère v roce 1970.
Lavina vznikla na horském úbočí nad údolím, smetla les, překročila místní říčku a zavalila chaty ma protilehlém svahu. Lavina za sebou nechala stopu téměř kilometr dlouhou a dvě stě metrů širokou.